# Big Fat Cat 시리즈
Big Fat Cat, 줄여서 BFC는 일본의 무코야마 아츠코가 개발한 영어공부법이며, 아울러 무코야마 다카이코가 이 공부법을 바탕으로 쓴 영어 이야기를 말하기도 한다. 대한민국에서는 윌북에서 영어공부법 원리를 설명한 《Big Fat Cat의 세계에서 제일 간단한 영어책》이 출판되었고, 무코야마 다카이코가 쓴 이야기책도 같은 출판사에서 출판되었다. 공부법 책과 이야기책 모두 다카시마 데츠오가 삽화를 그렸다.

## 이야기책

### 등장인물

#### 중심인물
- 에드 위시본 - 시내에서 세일즈맨을 하다가 어릴적을 꿈인 제빵사를 이루기 위하여 에버빌로 내려왔다. 어느날부터 인연을 맺은 크고 뚱뚱한 짙푸른 고양이와 함께 살고 있으며, 에버빌 재개발 계획으로 인해 일하던 쇼핑몰이 박살나자 인생이 바뀌기 시작한다.
- 제레미 라이트푸트 주니어 - 이 주에서 가장 부자인 아들. '좀비 파이'라는 거대 체인점 망이 있는 제과점을 운영하고 있다. 제레미 라이트푸트 시니어의 아들로, 아버지를 상당히 두려워하고 있다.

#### '고스트'들
- 프로페서 윌리 - 고스트 애비뉴에서 유일하게 글을 읽을 줄 알기 때문에 프로페서(교수님)이라고 불린다. 인자한 백발의 노인으로, 항상 유모차를 끌고 다니며 유통기한 지난 포춘 쿠키(미국, 캐나다의 중국집에서 파는 운세가 들어있는 작은 과자)를 깐다. 심장이 약해 쓰러지고 에드가 그를 구하기 위해 파이 콘테스트에 나가지만 그 사이 숨을 거두고 만다.
- 조지 - '고스트'들 중에서 가장 쾌활한 흑인 아저씨. 파이 콘테스트 때에는 에드의 조수역으로 따라갔다.
- 비지스 - 언제나 불만투성이. 항상 궐련을 입에 물고 있다. 항상 불만이라 성격이 나쁜 사람 같지만 사실 좋은 사람이다.
- 프랭크 - 다리가 없다. 이도 없다. 때문에 걸을 수 없고 말도 제대로 할 수 없다. 동물들을 좋아해 빅팻캣과 자주 논다. 걸을 수 없기 때문에 장난감 수레를 타고 다닌다.
- 패디 - 늘 노란색 모자를 눌러쓰고 있다. 매직 파이 샵에서 카운터를 하지만 실력은 에드보다 신통찮다.

#### 고양이
- 빅 팻 캣 - 에드의 고양이. 우연찮은 인연으로 에드가 기르고 있다. 이름 그대로 크고 뚱뚱하다. 색깔은 검은색에 가까운 짙~푸른 파란색. 파이를 엄청 좋아하고, 그중에서도 블루베리 파이에 대한 탐욕이 엄청나다.
- 존스 - 제레미 라이트푸트 주니어의 고양이. 상당히 비싼 고양이로 보인다. 흰색 고양이인데, 원래 이름은 미스터 존스였으나 나중에 암컷인게 밝혀져 미스터라고 부를수가 없게 되었다.

#### 기타
- 오너 - 뉴 에버빌 몰의 주인. 오너는 사실 주인을 일컫는 말이지만, 여기서는 뉴 에버빌 몰의 주인을 대개 칭한다. 에드나 헨리를 받아주는 것으로 보아 부자치고는 마음씨가 좋은 사람으로 보인다.
- 제레미 라이트푸트 시니어 - 제레미 주니어의 아버지. 에버빌 재개발 계획의 우두머리.
- 빌리 밥, 일명 BB - 제레미 라이트푸트 시니어의 경호원. 어릴때 고스트 애비뉴에서 자랐다.
- 헨리 굿맨 - 아웃사이드 몰의 이발관을 하던 이발사. 쇼핑몰이 철거되고 나서 뉴 에버빌 몰의 수위를 하고 있다.

### 0권 《Big Fat Cat의 세계에서 제일 간단한 영어책》
사실 BFC 이야기는 나라원의《Big Fat Cat의 세계에서 제일 간단한 영어책》에서 시작된다고 봐야 한다. 대강의 줄거리는 파이 헤븐이라는 제과점을 하는 에드가 어느날부터 가장 잘 팔리는 블루베리 파이만 골라 훔쳐가는 고양이를 응징하기 위해 뛰어다닌다는 것이다. 일대 난장판을 벌인 뒤 결국 고양이와 에드는 함께 살게 되고, 이것이 윌북에서 나온 이야기책으로 그대로 넘어간다.

### 1권 《Big Fat Cat과 머스터드 파이》
에드는 고양이의 버릇을 고쳐주겠다고 마음먹고는, 블루베리파이인척 하며 거기에다 엄청나게 많은 치사량만큼의 겨자를 마구 집어넣었다.(빅패캣은 겨자를 싫어했다) 영리한 고양이는 당연히 파이를 먹지 않았다. 그런데 한 남자가 찾아와 내일까지 나가야 한다는 것이다. 에드는 쇼핑몰 주인에게 찾아가 따지려 하지만 주인은 이미 빚때문에 도망가 버리고 없다. 에드가 돌아왔을때는 쇼핑몰이 이미 반은 철거된 상태. 에드는 최소한의 물건과 고양이와 함께 거리로 나앉게 된다.

### 2권 《Big Fat Cat, 도시로 가다》
에드는 뉴 에버빌 몰에 간다. 음식 코너에 가게 둘이 비었기 때문이다. 지방 유력자의 아들 제레미와 이야기를 하고 있던 오너는 에드의 솔직한 태도에 오늘 안에 자리세를 가지고 오면 가게를 내 주겠다고 선선히 말한다. 은행에 가서 돈을 찾아 온 에드. 그런데 쇼핑몰 입구에서 고양이가 달려들어 넘어지고 그때 빌리 밥이 탄 리무진이 다가와 고양이와 돈가방을 낚아채고 사라진다.

### 3권 《Big Fat Cat과 고스트 애비뉴》
쇼핑몰 구내 병원에 입원한 에드는 창문으로 뛰쳐나가 거리를 헤매다가 고스트 애비뉴(유령 대로)라고 불리는 에버빌 북부에서 쓰러진다. 그곳에서 고스트들을 만난 에드는 자신이 무엇을 해야 할지 깨닫고 고스트들을 위해 파이를 굽는다. 갑자기 빌리 밥이 찾아와 뉴 에버빌 몰 자리를 포기한다는 종이에 사인을 하게 한 뒤 고양이를 돌려주고 가 버린다.

### 4권 《Big Fat Cat과 매직 파이 샵》
에드는 고스트 애비뉴에 정착해 영세민들을 위하여 값싼 파이를 만들어 파는 가게를 차린다. 그것이 유명해져 TV까지 나가게 된 에드. 그 TV를 본 제레미 시니어는 고스트 애비뉴를 밀어버리는데 방해가 되는 에드를 처리해야겠다 생각한다. 한편 윌리가 심장발작으로 쓰러지고, 에드는 병원비를 구하기 위해 뉴 에버빌 몰에서 열리는 파이 콘테스트에 나가게 된다.

### 5권 《Big Fat Cat VS. Mr. Johns》
언제나 하던 것처럼 블루베리 파이를 굽는 에드. 그러나 초라한 에드와 조지의 모습에 모든 사람들은 비웃는다. 제레미 시니어의 지시를 받은 빌리 밥은 에드의 파이 재료에 몰래 이상한 것을 넣고, 이를 목격한 제레미 주니어는 에드에게 이를 알려준다. 에드는 황급히 새 파이를 준비하지만 남은 짧은 시간 내에 파이를 완성할 길은 없다.

### 6권 《Big Fat Cat과 포춘 쿠키》
에드는 실의에 빠지나 Big Fat Cat과 Mr. jones가 경연장에 난입해 파이를 먹어치워 버린다. 대회의 주최자는 이 사태로 인하여 이번 년도는 우승자를 결정 할 수 없다고 하지만 관객들은 받아들이지 못하고 화를 낸다 이때 제레미가 단상위로 올라와 '재경기'를 주장하고 관중들이 원하기에 재경기를 하게 된다.
에드는 재경기의 행운에도 불구하고 자신이 만드는것은 그저 평범한 블루베리 파이이기에 다시 만든다고 해도 우승할 지 잘 모르겠다며 낙담하나 조지의 응원과 포춘쿠키의 문구를 통하여 힘을 얻고 자신만의 파이인 머스타드 파이를 만들어 극적으로 우승을 차지한다.

### 7권 《Big Fat Cat과 100년만의 폭설》
에드는 우승을 하여 윌리를 찾아가지만 윌리는 이미 세상을 떠난 후였다. 에드는 우승상금과 가게를 받게 돼 있기에 고양이를 Ghost avenue에 두고 에버빌의 대형 쇼핑몰에 가게된다. 에드는 고스트 에버뉴의 사람들을 위해 가게를 거절하려 하지만 망설임으로 인해 거절하지 못하고 돌아오게 된다. 유래없이 눈이 많이 내리게 되고 고양이가 아직 오지 못했음을 깨달은 에드는 고양이를 찾기위해 고분군투 한다.